# Шибенско-Книнска
Шибенско-Книнска, Шибеникско-Книнская жупания (хорв. Šibensko-kninska županija) — жупания на юге Хорватии, расположенная между центральной частью хорватского Адриатического побережья и Динарским нагорьем.

## География
Территория жупании — 2984 км². На востоке и юго-востоке она граничит со жупанией Сплитско-Далматинска, на северо-западе и западе — с жупанией Задарска. На востоке имеет границу с Мусульманско-хорватской федерацией Боснии и Герцеговины, а на западе омывается Адриатическим морем. Рельеф сильно гористый. Жупания включает в себя также 242 острова Шибеникского и Корнатского архипелагов, лишь немногие из которых населены, крупнейшие острова — Муртер, Корнат и Жирье. На территории жупании располагаются два национальных парка — Корнаты и Крка. Территория последнего вытянута вдоль одноимённой реки, протекающей почти через всю территорию жупании — от склонов Динар до устья в Шибенике.

## Население
В соответствии с данными переписи 2001 года, на территории жупании проживало 112 891 человек. Национальный состав населения жупании: 88,44 % хорваты, 9,06 % сербы и 2,5 % остальные. До распада Югославии, в 1991 году хорваты составляли 61,7 %, а сербы 34,2 %.

## Административное деление
В административном отношении Шибенско-Книнска делится на 19 муниципальных образования (5 городов и 14 общин):
- Город Шибеник (центр жупании), население 37 060 человек
- Город Книн, население 11 128 человек
- Город Водице, население 6116 человек
- Город Дрниш, население 3332 человека
- Город Скрадин, население 619 человек
- Община Бискупийя
- Община Билице
- Община Цивляне
- Община Ервеник
- Община Кийево
- Община Кистанье
- Община Муртер-Корнаты — Муртер, столица общины
- Община Пировац
- Община Примоштен
- Община Промина — Оклай, столица общины
- Община Рогозница
- Община Ружич — Градац, столица общины
- Община Тисно
- Община Трибунь — основана в 2006 году, отделена от Водице
- Община Унешич